# Escut d'Arbeca

Escut oficial d'Arbeca

L'escut oficial d'Arbeca té el següent blasonament:
Escut caironat: de gules, un cap d'ocell d'argent portant al bec un ram d'olivera d'or fruitat de sable. Per timbre una corona de baró. Va ser aprovat el 12 de juliol de 1988 i publicat al DOGC l'1 d'agost del mateix any dins el número 1025. El cap d'ocell és un senyal parlant tradicional: el bec de l'ocell recorda el nom de la vila, i la branca d'olivera representa el conreu principal; són ben conegudes i reputades les olives arbequines, amb les quals es fa un oli amb denominació d'origen. Arbeca va ser el centre d'una baronia, simbolitzada per la corona dalt de l'escut.

## Bandera
La bandera oficial d'Arbeca té la següent descripció:
Bandera apaïsada, de proporcions dos d'alt per tres de llarg, vermella, amb el cap d'ocell blanc portant al bec una branca d'olivera groga fruitada de negre de l'escut, mirant l'asta, tot el conjunt d'alçària 2/3 de la del drap i llargària 1/3 de la del mateix drap, centrat amb relació a les vores superior i inferior i a 1/3 de la vora de l'asta. Va ser aprovada el 30 de desembre de 2011 i publicada en el número 6051 del DOGC el 24 de gener de 2012. Està basada en l'escut heràldic de la localitat.